# Cubierta en forma de paraboloide hiperbólico

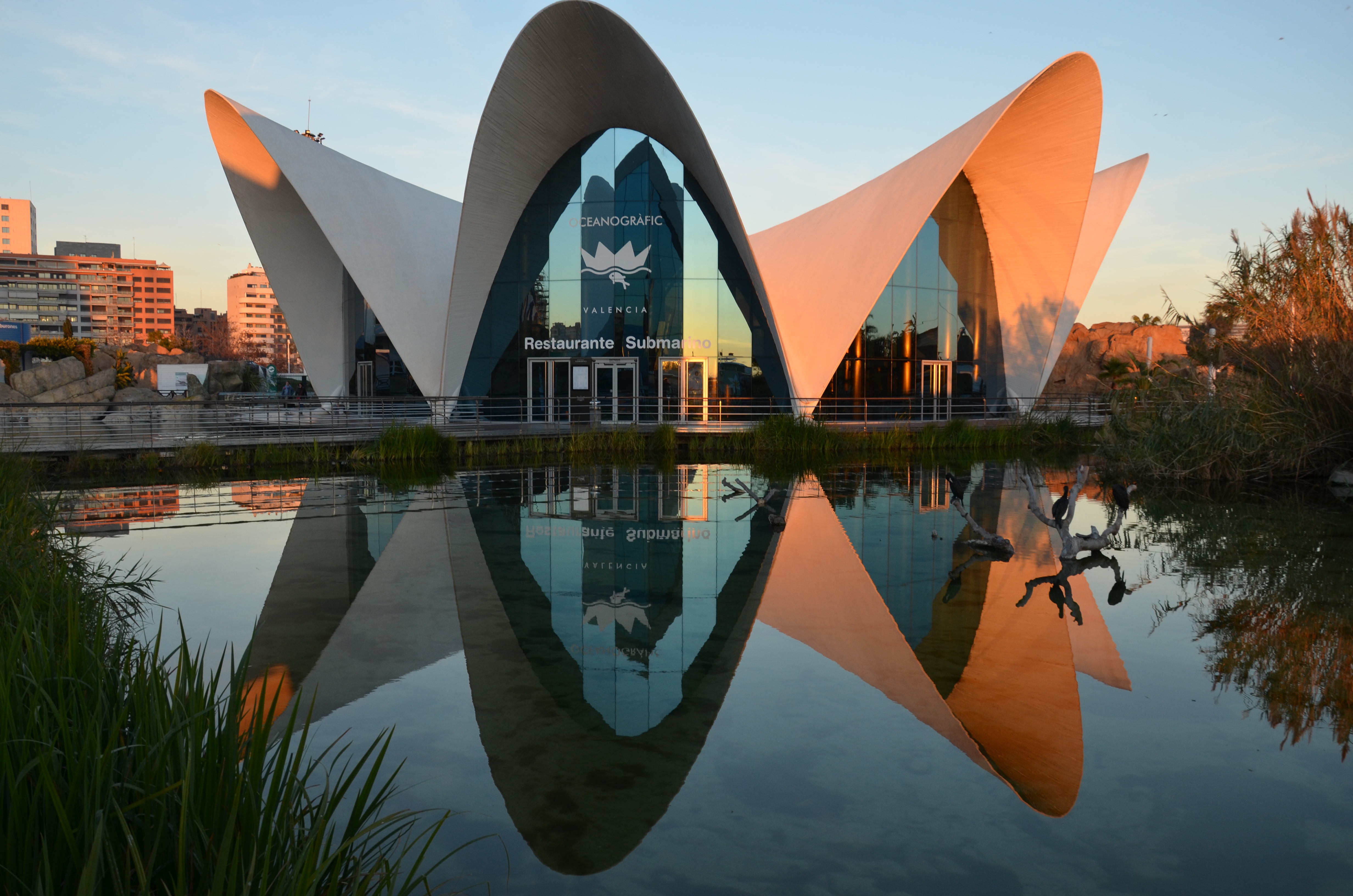
Cubierta del Oceanográfico (Valencia, España)

Una cubierta en silla de montar es una forma de techo que sigue una curva convexa alrededor de un eje y una curva cóncava alrededor del otro. La forma del paraboloide hiperbólico se ha utilizado con este propósito en varias ocasiones, ya que se construye fácilmente con secciones rectas de madera, acero u otros materiales convencionales. El término se utiliza porque la forma se asemeja a la forma de una silla de montar.
A veces denominado paraboloide, el techo de silla de montar también puede formarse como una estructura que aprovecha el principio de tensegridad.
Matemáticamente, una forma de silla de montar contiene al menos un punto de ensilladura.
El significado histórico es un sinónimo de techo a dos aguas, particularmente un techo de "doble inclinación" en una torre, también llamado "techo de silla de montar".

## Geometría
Un paraboloide tiene solo puntos de superficie hiperbólicos, por lo que su curvatura de Gauss es negativa: {\displaystyle K<0}. El paraboloide hiperbólico se describe matemáticamente de la siguiente manera:
{\displaystyle z=x^{2}-y^{2}}
Una superficie de contorno circular o rectangular (intersección de un cilindro o un prisma rectos con el paraboloide) se curva hacia abajo hacia dos puntos bajos opuestos, mientras que dos puntos altos opuestos curvan esta superficie curva hacia arriba en direcciones opuestas. El agua de lluvia se acumula en los dos puntos más bajos del techo.

Paraboloide hiperbólico con parábolas (negro) y líneas rectas (rojo, azul). Los cortes horizontales dan como resultado hipérbolas (no dibujadas)
Paraboloide hiperbólico con líneas rectas (negro)

## Galería

Galería de cubiertas con forma de paraboloide hiperbólico
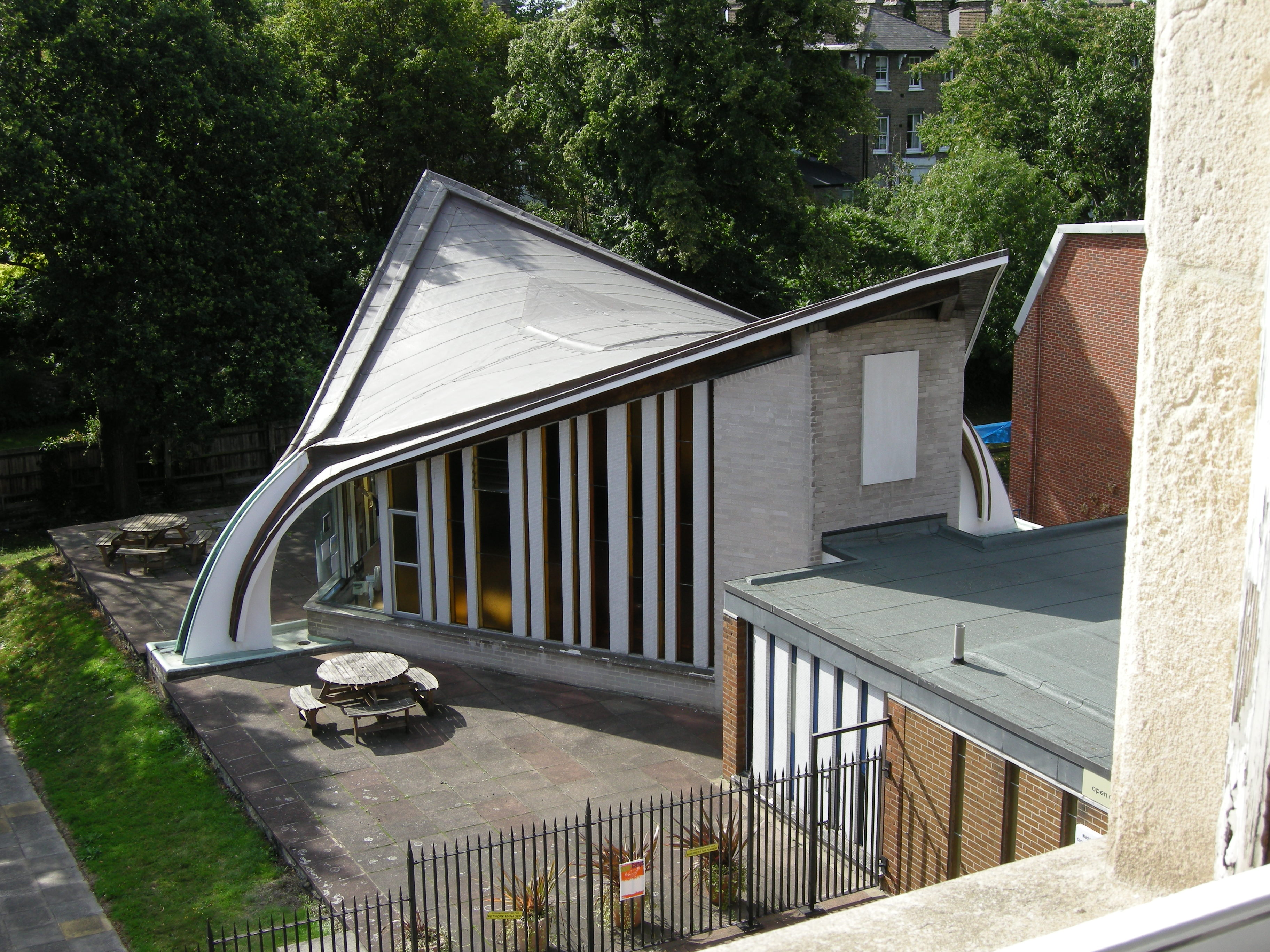
Un techo de silla de montar paraboloide hiperbólico: Iglesia Army Chapel (Blackheath)
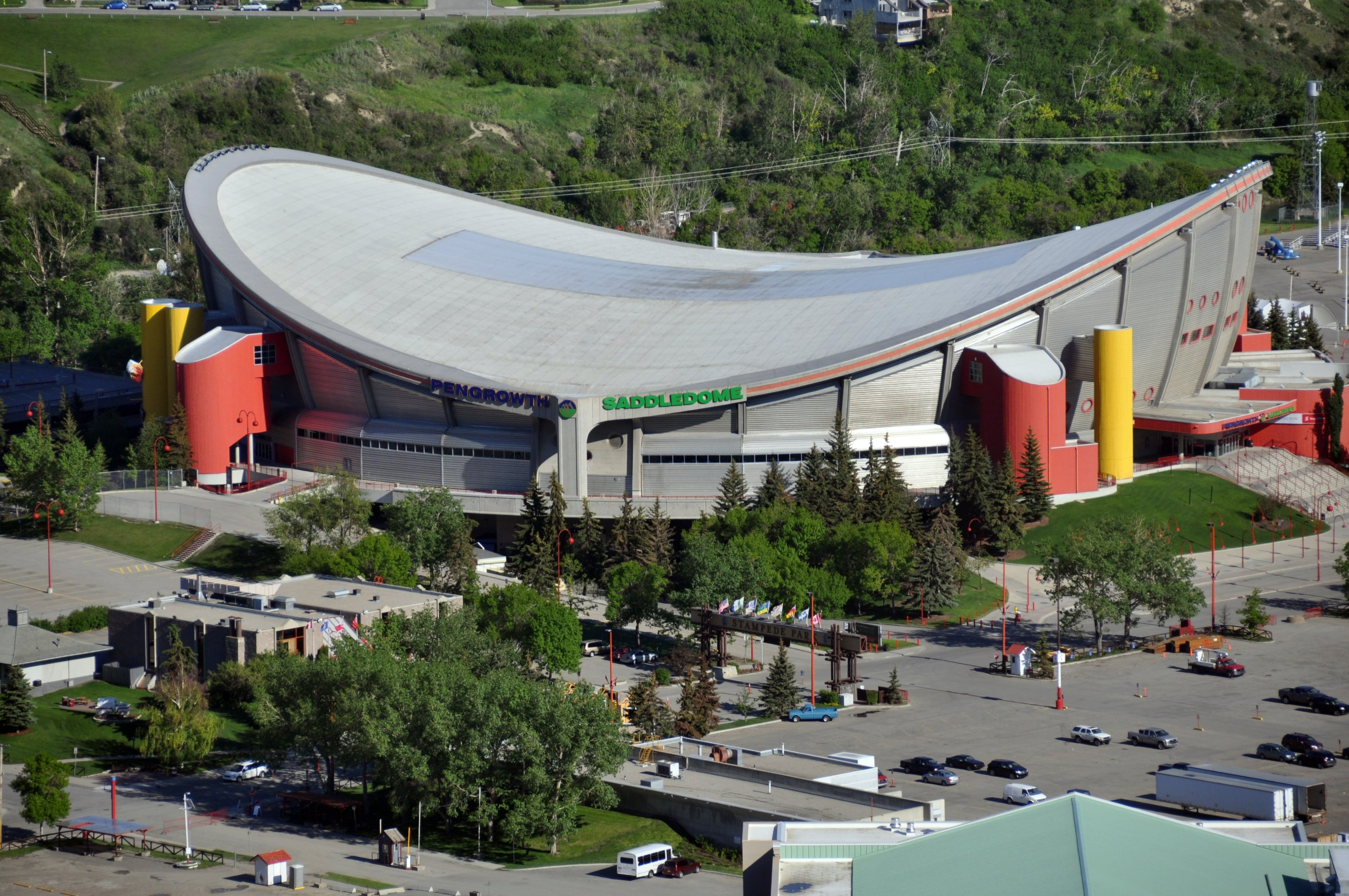
Un techo de silla de montar paraboloide hiperbólico: el Scotiabank Saddledome en Calgary, 1983
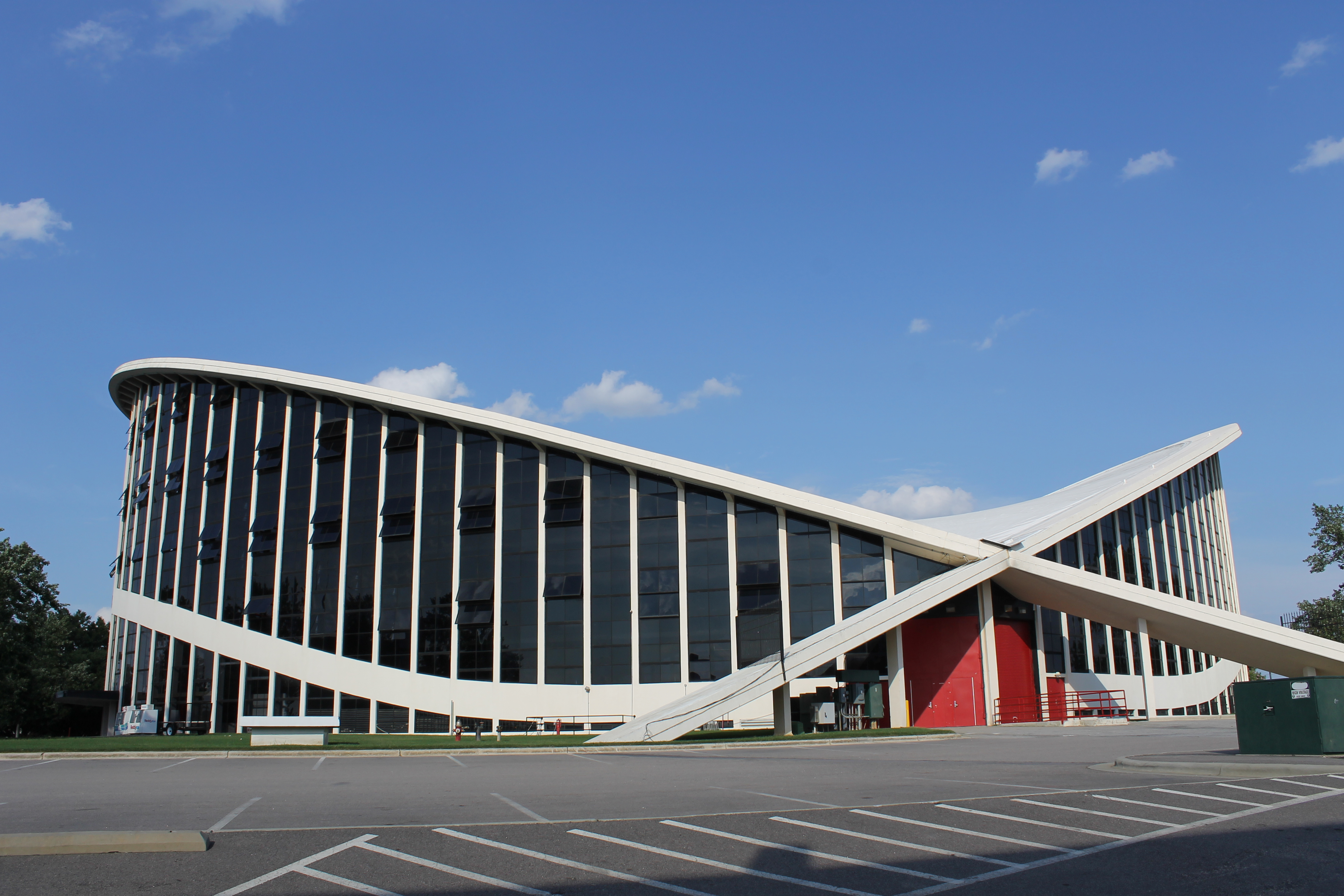
Dorton Arena, diseñada por Maciej Nowicki, Raleigh, Carolina del Norte, Estados Unidos, 1952
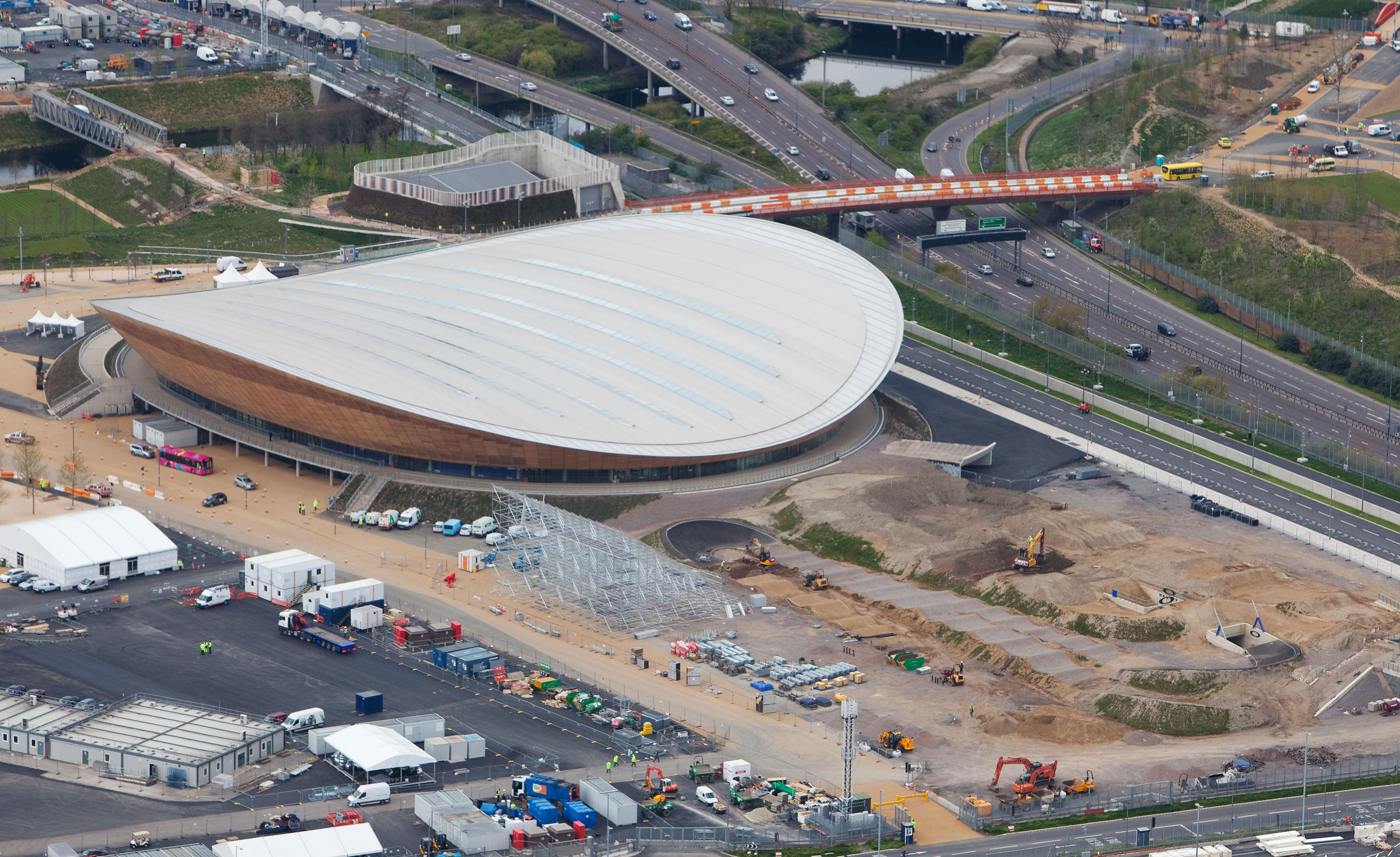
Un techo de silla de montar paraboloide hiperbólico: el Velódromo de Londres
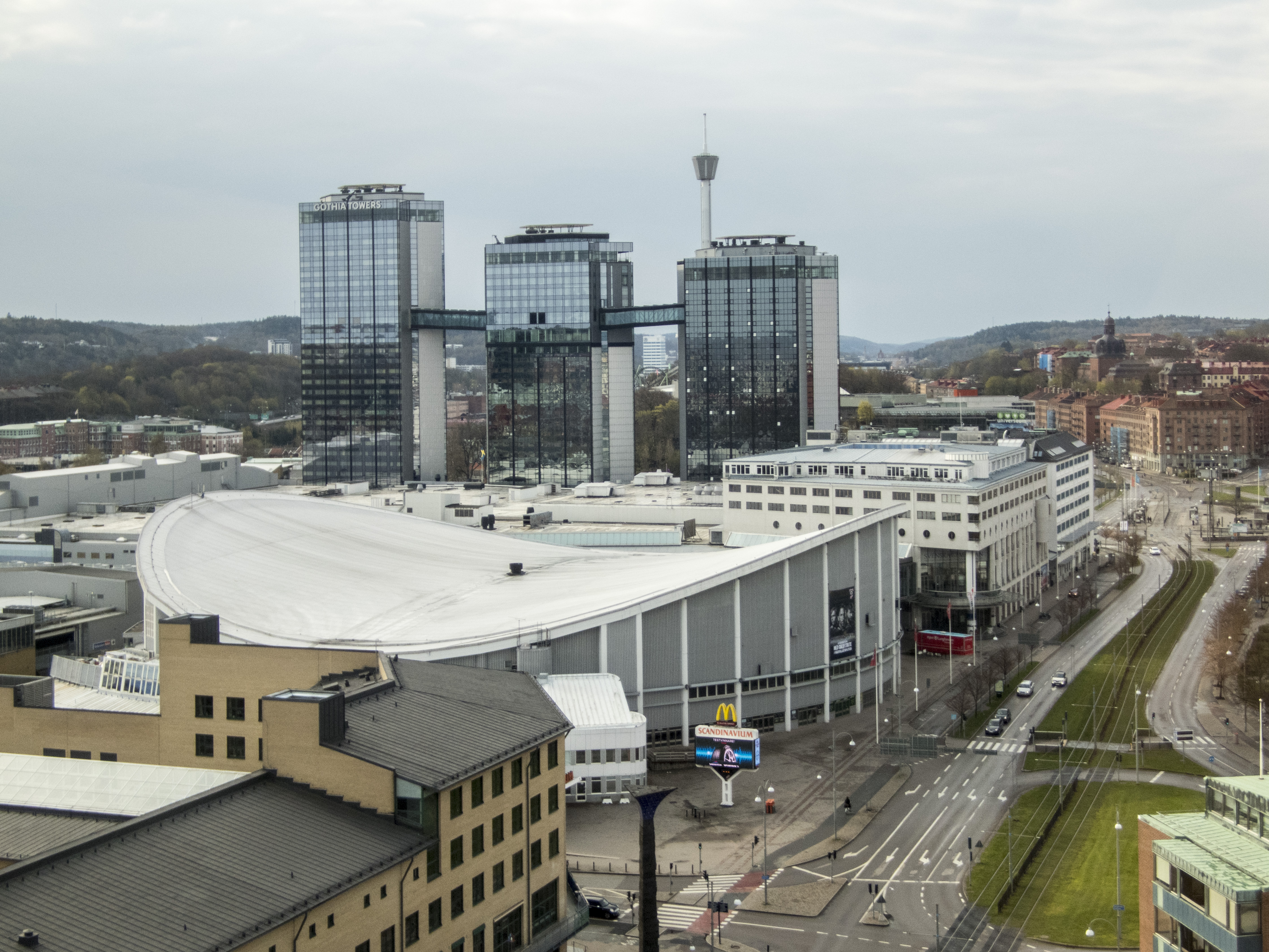
Un techo de silla de montar paraboloide hiperbólico: Scandinavium
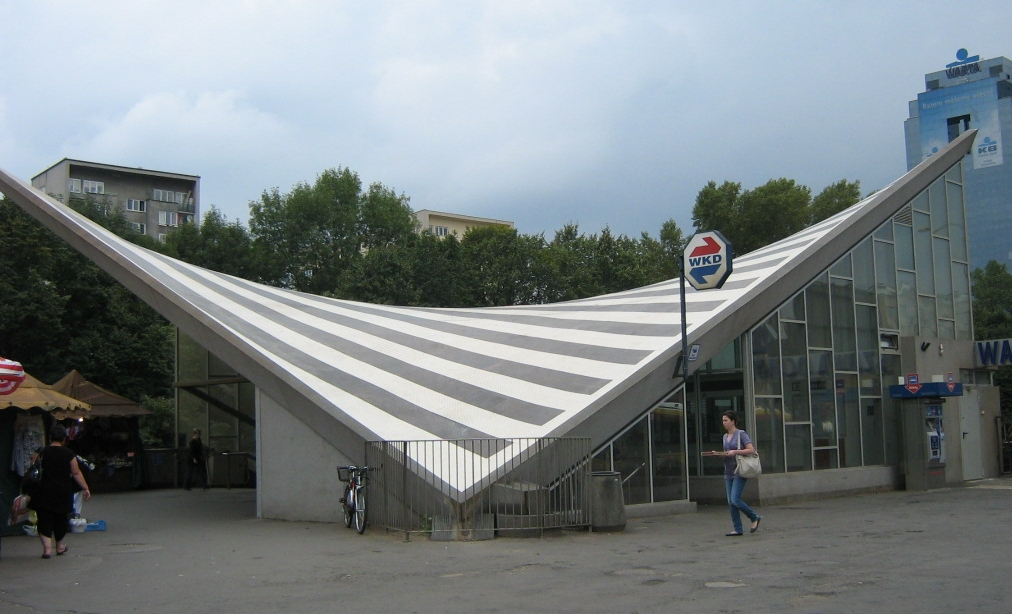
Techo con forma de paraboloide hiperbólico: Estación Ochota en Varsovia, Polonia, 1962
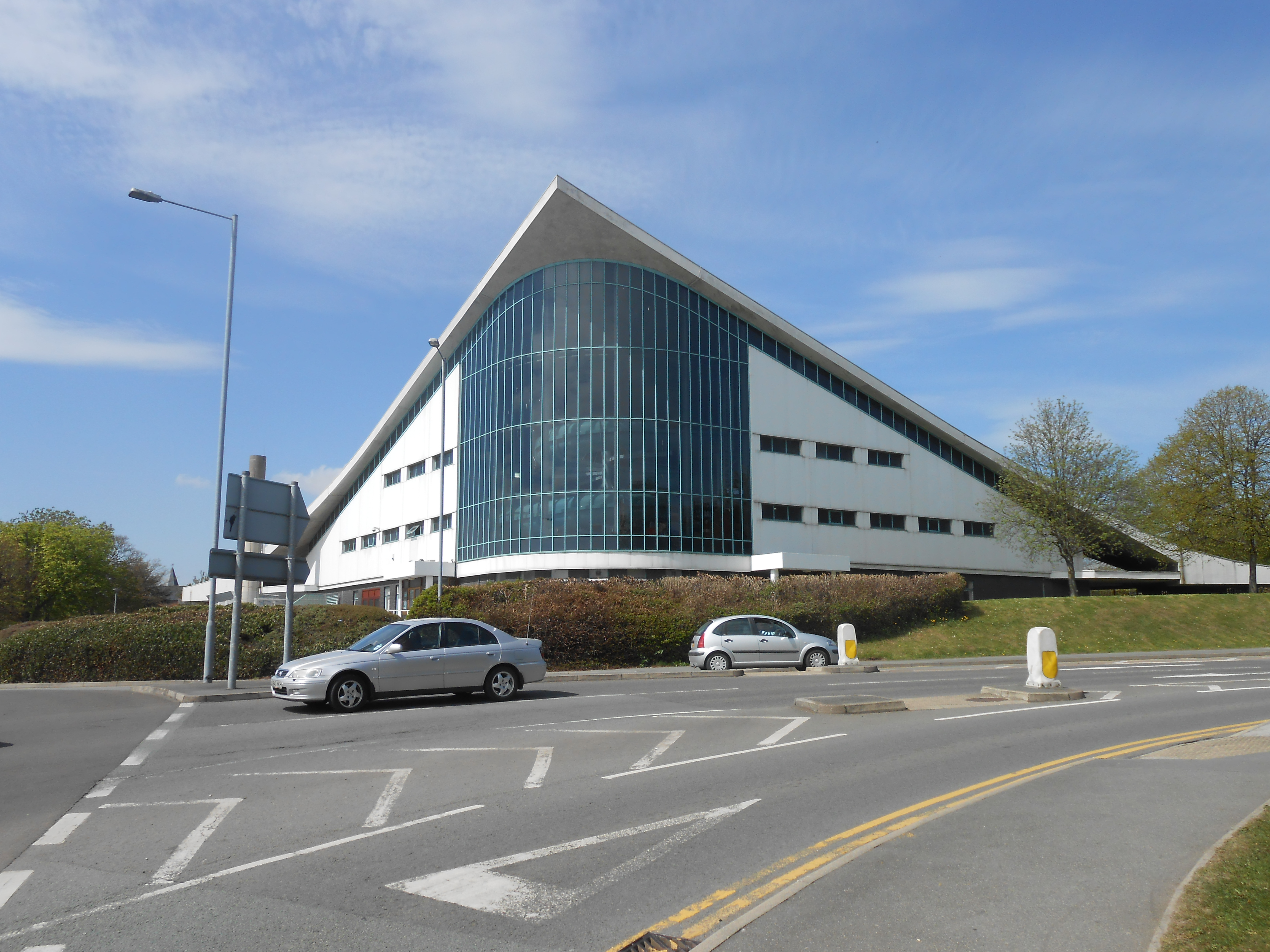
Wrexham Swimming Baths, ahora Wrexham Waterworld Leisure and Activity Centre, cuenta con un techo de paraboloide hiperbólico en Wrexham, Gales, Reino Unido, 1969
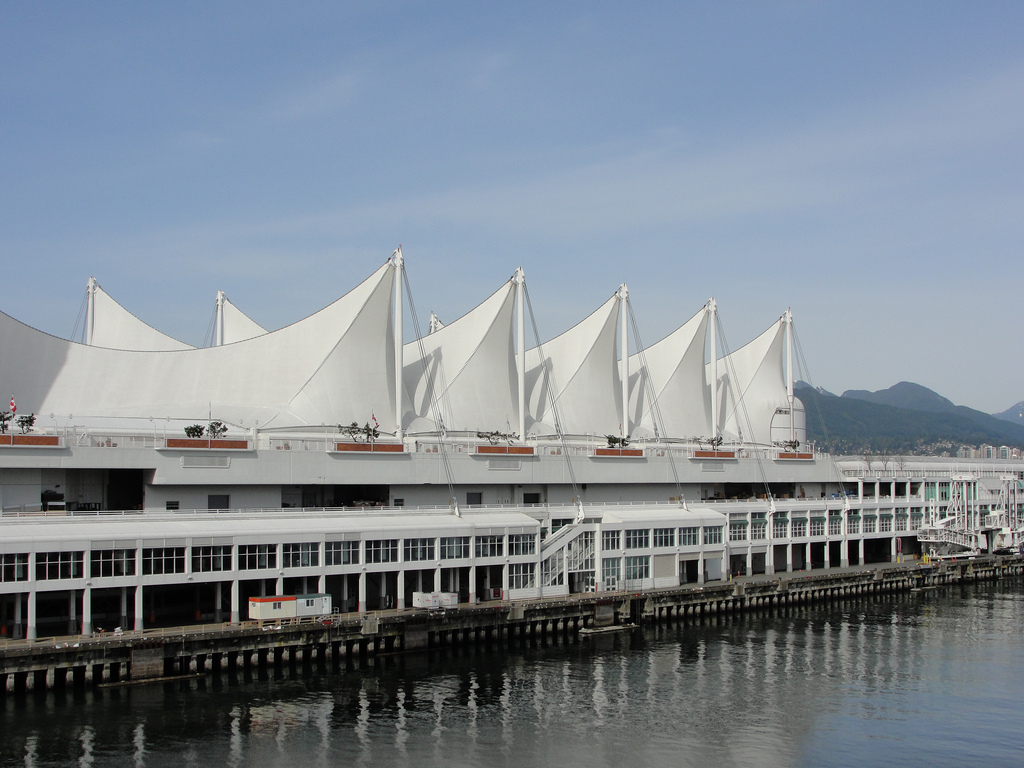
Techos multi-semi-paraboloides-hiperbólicos en Canada Place, Vancouver, Canadá